# Blastomussa merleti
Blastomussa merleti is een rifkoralensoort uit de familie van de Mussidae. De wetenschappelijke naam van de soort is voor het eerst geldig gepubliceerd in 1961 door Wells.